# Jeffrey Sterling, Baron Sterling of Plaistow

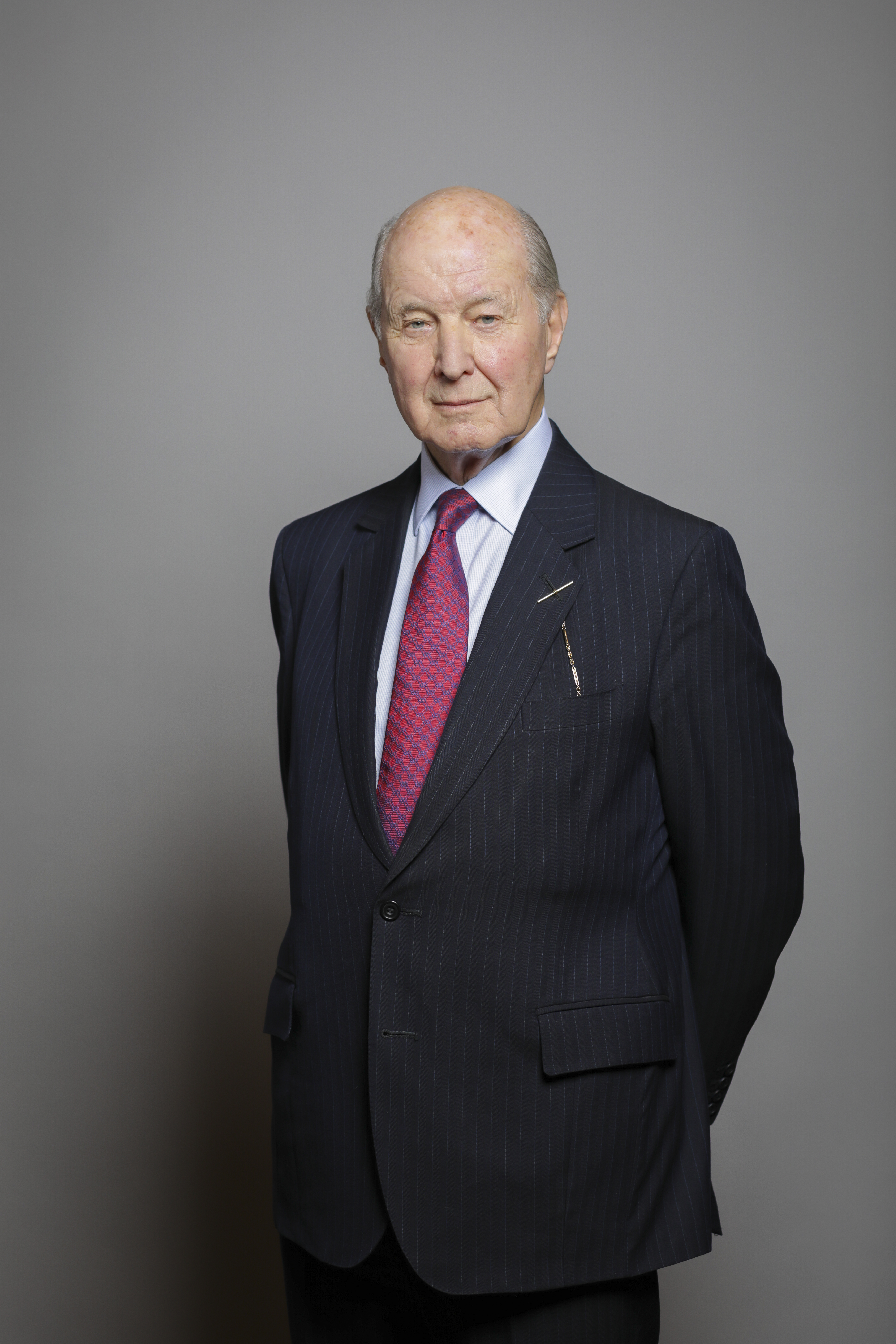
Jeffrey Sterling, Baron Sterling of Plaistow

Jeffrey Maurice Sterling, Baron Sterling of Plaistow GCVO Kt CBE (* 27. Dezember 1934) ist ein britischer Wirtschaftsmanager, Unternehmer und Politiker der Conservative Party, der seit 1991 als Life Peer Mitglied des House of Lords ist.

## Leben

### Manager, Unternehmer und ehrenamtliches Engagement
Nach dem Schulbesuch war Sterling zwischen 1955 und 1957 zuerst Mitarbeiter des Börsenmaklers Paul Schweder & Co sowie im Anschluss bis 1962 von G Eberstadt & Co, ehe er von 1962 bis 1964 Finanzdirektor der General Guarantee Corp war. Nachdem er von 1964 und 1969 Geschäftsführender Direktor von Gula Investments Ltd war, wurde er 1969 Vorstandsvorsitzender des von ihm gegründeten Unternehmens Sterling Guarantee Trust plc, das sich 1985 mit der P & O zusammenschloss.
In dieser Zeit begann er auch sein Engagement für die World ORT, eine jüdische Nichtregierungsorganisation zur Förderung von schulischer und beruflicher Ausbildung, und ist seit 1966 Mitglied von deren Exekutive. Nachdem er zwischen 1969 und 1973 Vorsitzender von deren Organisationskomitee war, ist er seit 1974 Vorsitzender für technische Dienste sowie seit 1978 Vizepräsident der World ORT in Großbritannien.
1977 gehörte er zu den Mitgründern von Mobility, eine Organisation zur Förderung der Mobilität von Menschen mit Behinderungen, und ist seither Vorsitzender von deren Exekutivkomitee. Nachdem er zwischen 1977 und 1994 Vize-Vorsitzender war, ist er seit 1994 Vorsitzender von Mobility. Für seine Verdienste wurde er 1977 als Commander des Order of the British Empire ausgezeichnet. Zugleich engagierte er sich in Organisationen zur Förderung von Kunst und Kultur und war unter anderem von 1975 bis 1983 Vorsitzender des Theaters Young Vic Co sowie von 1983 bis 1999 Vorsitzender des Verwaltungsrates der Royal Ballet School und zugleich von 1986 bis 1999 Mitglied des Verwaltungsrates des Royal Ballet. 1985 wurde er als Knight Bachelor geadelt.
Des Weiteren war Sterling zwischen 1979 und 1982 Vorstandsmitglied von British Airways sowie zwischen 1980 und 2005 Direktor und zugleich von 1983 bis 2005 Vorstandsvorsitzender der Peninsular and Oriental Steam Navigation Company. Währenddessen war er zwischen 1982 und 1990 auch Sonderberater der Minister für Handel und Industrie sowie im Anschluss von 1990 bis 1991 Präsident des Generalrates von British Shipping, der Interessenvertretung der Schiffindustrie.

### Oberhausmitglied
Durch ein Letters Patent vom 17. Januar 1991 wurde Sterling als Baron Sterling of Plaistow, of Pall Mall in the City of Westminster, zum Life Peer erhoben. Kurz darauf erfolgte seine Einführung (Introduction) als Mitglied des House of Lords.
In der Folgezeit war er von 1992 bis 1994 Präsident des Exekutivkomitees der Schiffseignervereinigung sowie von 2000 bis 2003 Vorstandsvorsitzender von P&O Cruises. 2002 wurde er zum Knight Grand Cross des Royal Victorian Order geschlagen. Seit 2005 ist Lord Sterling, der 1991 Ehren-Kapitän zur See der Royal Naval Reserve sowie Elder Brother des Trinity House wurde, Trustee des National Maritime Museum.

### Ehrungen und Auszeichnungen
Lord Sterling, dem 1995 ein Ehrendoktor der Betriebswirtschaftslehre der Nottingham Trent University sowie 1996 ein Ehrendoktor des Zivilrechts der University of Durham, ist Ehren-Fellow der Royal Institution of Chartered Surveyors (1993) sowie des Royal Institution of Naval Architects (1997).
Des Weiteren wurde er 1998 Ritter des Order of Saint John, 2002 Großoffizier des Orden de Mayo Argentiniens sowie 2004 mit dem Bundesverdienstkreuz 1. Klasse ausgezeichnet.